# Tariq Sims

a Compétitions nationales et continentales officielles uniquement.

b Matchs officiels uniquement.
Tariq Sims, né le 9 février 1990 à Gerringong (Australie), est un joueur australien d'origine fidjienne de rugby à XIII évoluant au poste de deuxième ligne, de troisième ligne ou de pilier dans les années 2010 et 2020.
Issu d'une famille de sportifs avec des frères Korbin et Ashton et des sœurs Ruan et Canecia ayant tous pratiqués le rugby à XIII, Tariq Sims intègre l'équipe des moins vingt ans des Brisbane Broncos. D'abord formé pour être ailier, il devient à la fin de sa formation un avant et occupe désormais les postes de deuxième ligne ou troisième ligne.
Il joue durant treize saisons de 2011 à 2023 en National Rugby League (« NRL ») sous les couleurs de North Queensland, Newcastle, St. George Illawarra et Melbourne comptant 236 feuilles de matchs. Il dispute notamment une finale préliminaire lors de la saison 2023 avec Melbourne perdue contre Penrith. Deuxième ligne de référence de NRL, il prend part à quatre éditions du State of Origin pour trois titres avec l'équipe de Nouvelle-Galles du Sud en 2018, 2019 et 2021. En 2024, il signe alors pour le club français des Dragons Catalans qui évolue en Super League.
Il compte également une participation à la Coupe du monde lors de l'édition 2013 en sélection des Fidji et dispute la demi-finale perdue contre l'Australie.

## Biographie

### 2024: Arrivée aux Dragons Catalans
Composition des Dragons Catalans :
Après treize saisons en National Rugby League et plus de 200 rencontres disputées, Tariq Sims, âgé de 34 ans, répond positivement aux sollicitations des Dragons Catalans engagés dans la Super League et entraînés par Steve McNamara. Il ne part pas seul car son coéquipier de Melbourne Jayden Nikorima opte pour la même destination. T. Sims imite ainsi ses deux frères qui ont tous deux évolué précédemment en Super League : Ashton Sims de 2015 à 2019, et Korbin Sims de 2021 à 2022. Sa femme, Ashleigh, et ses deux enfants l'accompagnent également dans ce déménagement.

## Palmarès
- Collectif :
  - Vainqueur du State of Origin : 2018, 2019 et 2021 (Nouvelle-Galles du Sud).
  - Vainqueur du City vs Country Origin : 2013 et 2015 (Country).

### Détails en club
| Saison | Saison               | Championnat           | Championnat | Championnat | Championnat | Championnat | Championnat | Championnat | Coupe           | Coupe    | Coupe | Coupe | Coupe | Coupe | Coupe |
| Saison | Saison               | Comp.                 | Class.      | M           | Pts         | Ess.        | Buts        | Dp.         | Comp.           | Class.   | M     | Pts   | Ess.  | Buts  | Dp.   |
| ------ | -------------------- | --------------------- | ----------- | ----------- | ----------- | ----------- | ----------- | ----------- | --------------- | -------- | ----- | ----- | ----- | ----- | ----- |
| 2011   | North Queensland     | National Rugby League | 1er tour    | 20          | 20          | 5           | -           | -           |                 |          |       |       |       |       |       |
| 2012   | North Queensland     | National Rugby League | 2e tour     | 7           | 4           | 1           | -           | -           |                 |          |       |       |       |       |       |
| 2013   | North Queensland     | National Rugby League | 1er tour    | 23          | 16          | 4           | -           | -           |                 |          |       |       |       |       |       |
| 2014   | North Queensland     | National Rugby League | 2e tour     | 21          | 24          | 6           | -           | -           |                 |          |       |       |       |       |       |
| 2015   | Newcastle Knights    | National Rugby League | 16e         | 19          | 16          | 4           | -           | -           |                 |          |       |       |       |       |       |
| 2016   | Newcastle Knights    | National Rugby League | 16e         | 8           | -           | -           | -           | -           |                 |          |       |       |       |       |       |
| 2016   | St. George Illawarra | National Rugby League | 11e         | 8           | 8           | 2           | -           | -           |                 |          |       |       |       |       |       |
| 2017   | St. George Illawarra | National Rugby League | 9e          | 24          | 12          | 3           | -           | -           |                 |          |       |       |       |       |       |
| 2018   | St. George Illawarra | National Rugby League | 2e tour     | 25          | 40          | 10          | -           | -           | State of Origin | Champion | 1     | -     | -     | -     | -     |
| 2019   | St. George Illawarra | National Rugby League | 15e         | 19          | 12          | 3           | -           | -           | State of Origin | Champion | 1     | -     | -     | -     | -     |
| 2020   | St. George Illawarra | National Rugby League | 12e         | 9           | -           | -           | -           | -           |                 |          |       |       |       |       |       |
| 2021   | St. George Illawarra | National Rugby League | 11e         | 21          | 16          | 4           | -           | -           | State of Origin | Champion | 3     | -     | -     | -     | -     |
| 2022   | St. George Illawarra | National Rugby League | 10e         | 17          | 4           | 1           | -           | -           | State of Origin | Perdant  | 1     | -     | -     | -     | -     |
| 2023   | Melbourne Storm      | National Rugby League | 1/2 finale  | 15          | 4           | 1           | -           | -           |                 |          |       |       |       |       |       |
| 2024   | Dragons Catalans     | Super League          |             | 2           | 8           | 2           | -           | -           |                 |          |       |       |       |       |       |